# هوليايبولي
هوليايبولي (بالأوكرانية: (Гуляйполе)) هي مدينة في محافظة زابوروجييه في أوكرانيا.
يبلغ عدد سكانها حوالي 15,571 نسمة.

## معرض صور

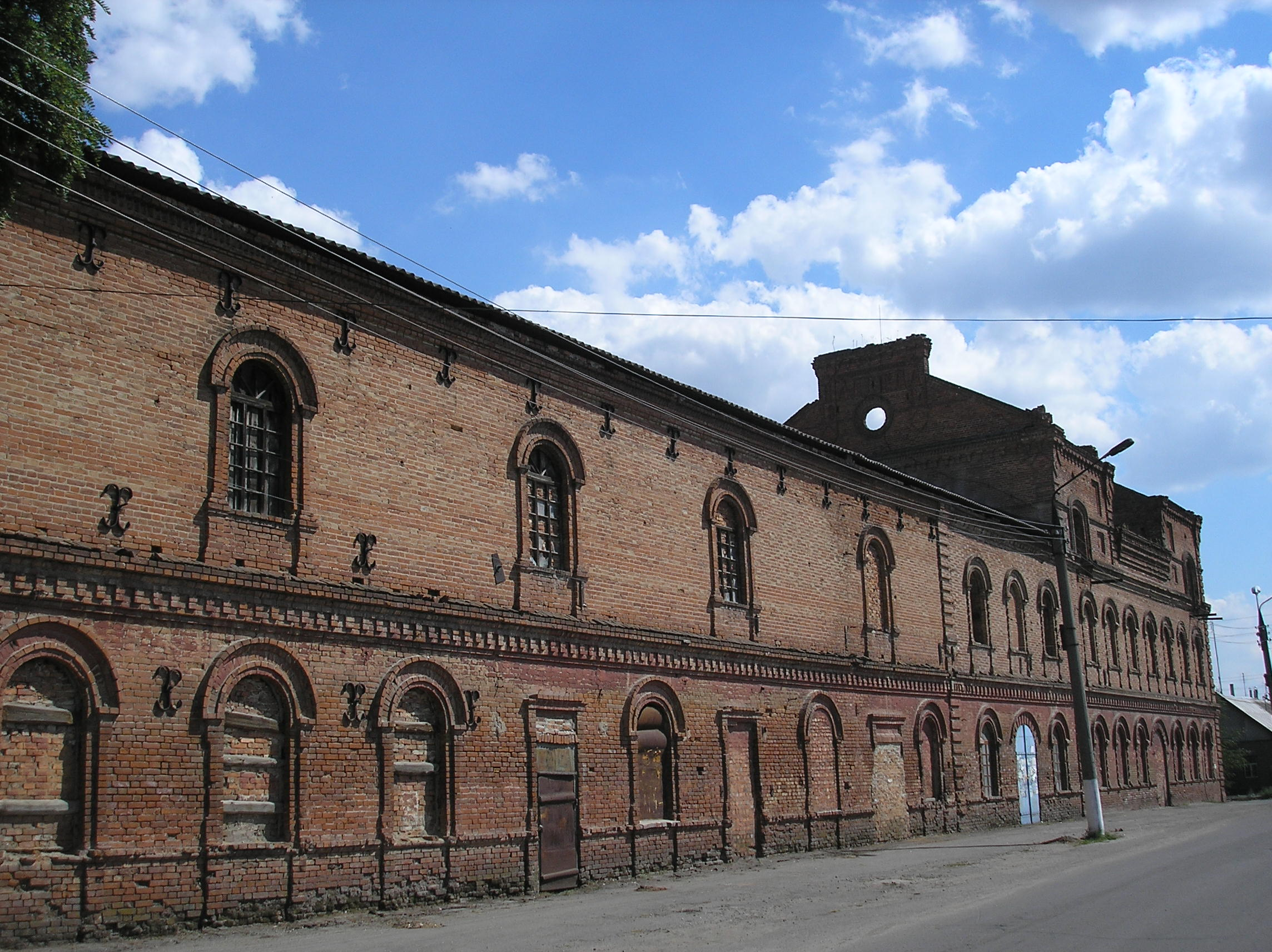
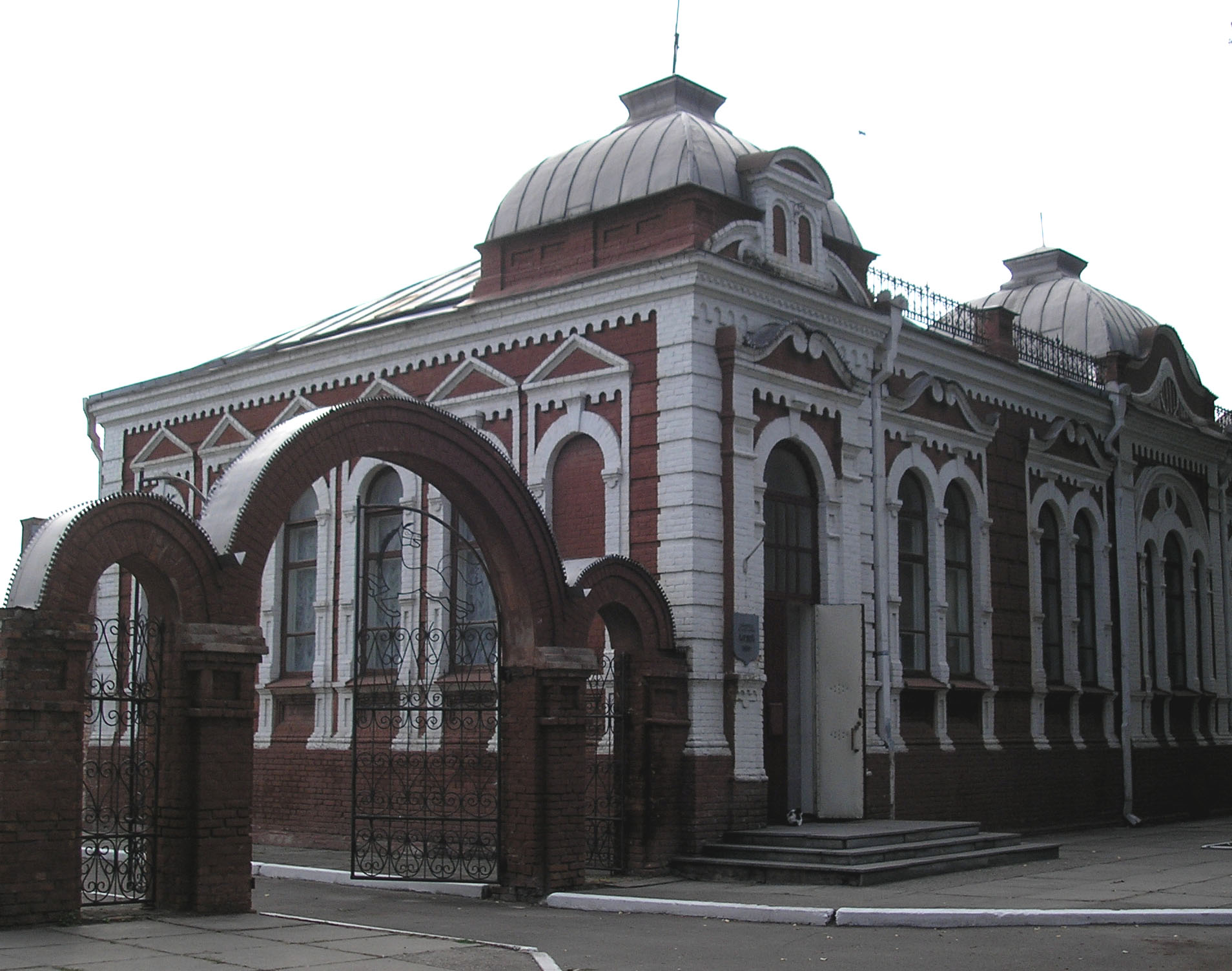
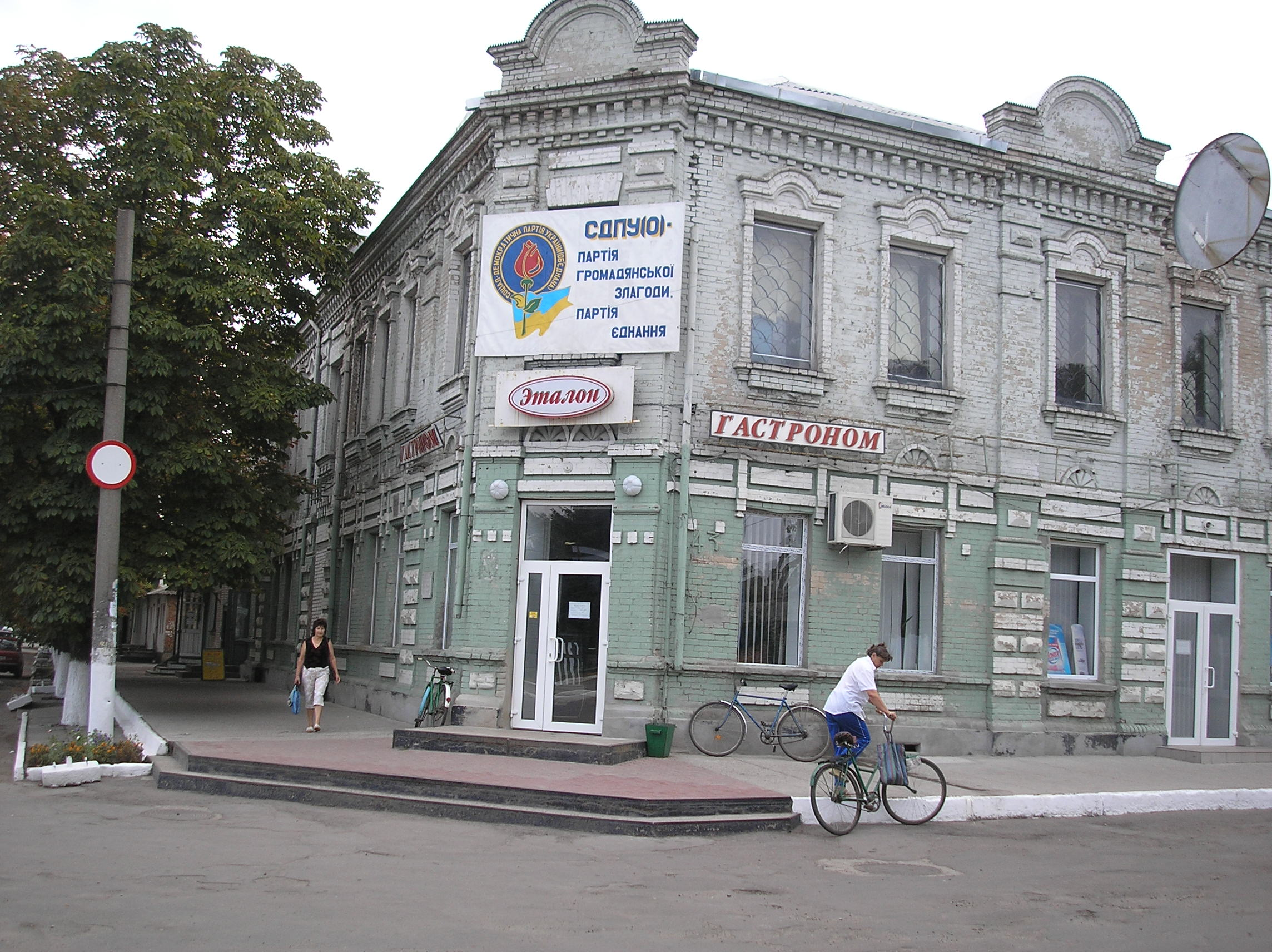

## أعلام
- نستور ماخنو